# Rhipidura albiscapa
Rhipidura albiscapa  (лат.) — вид воробьиных птиц из семейства веерохвостковых. Небольшая веерохвостка, обитающая в Австралии, на Соломоновых Островах, на островах Вануату и в Новой Каледонии.
Многие считают этот вид группой конспецифичной c серой веерохвосткой (лат. R. cyaniceps). Однако отличия в вокализации заставляет ряд специалистов выделять R. albiscapa в отдельный вид.
Международный союз охраны природы (IUCN) относит R. albiscapa к видам вызывающим наименьшее беспокойство (охранный статус LC).

## Описание

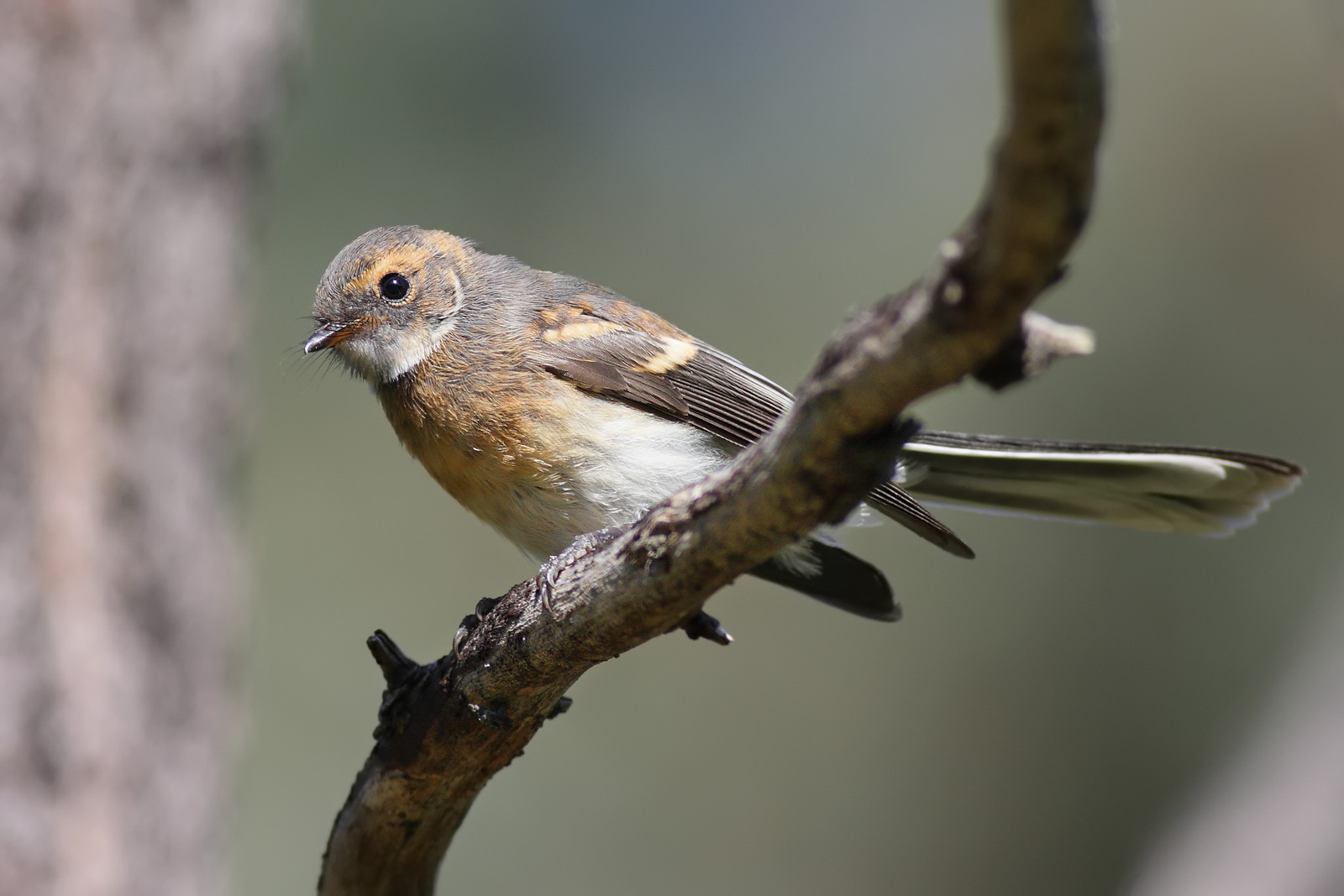
ювенильная особь

Эта веерохвостка  сверху серая (до темно-серого) или серо-коричневая, снизу светлее (часто желтовато-оранжевая) с белым горлышком, белыми отметинами над глазами и либо с белыми краями, либо полностью белыми (в зависимости от расы) внешними хвстовыми перьями. Птица размером до 16 см  в длину, половина из которых приходится на хвост, который, как следует из названия, часто раскрывается веером. При этом становится видно, что внешние хвостовые перья светлые, а центральные темные. У некоторых рас, например, у keasti,- оперение более темное.
В часы бодрствования птица почти никогда не бывает неподвижна. Он порхает с насеста на насест, иногда по земле, но чаще всего по веткам дерева или любому другому удобному предмету, высматривая летающих насекомых. Птицы не пугливы и часто пролетают в  нескольких метров от людей, особенно в лесных массивах и загородных садах. При этом веерохвостки могут ловить любых мелких летающих насекомых, потревоженных человеком при ходьбе или работе. 
Птичий крик представляет собой почти металлический щелчок, либо как одиночный звук, либо (чаще) повторяющийся как стук. 

## Жизненный цикл
Птица территориальна. В период размножения строит компактные чашеобразные гнёзда из мха, коры и волокон, часто дополненные паутиной. Гнёзда строятся обычно в развилках деревьев. Птицы выращивают несколько выводков за сезон. Откладываю обычно три или четыре кремовых яйца с серыми и коричневыми пятнами. Инкубационный период составляет около двух недель, и обязанности по высиживанию и кормлению разделяют обе взрослые особи.

## Галерея

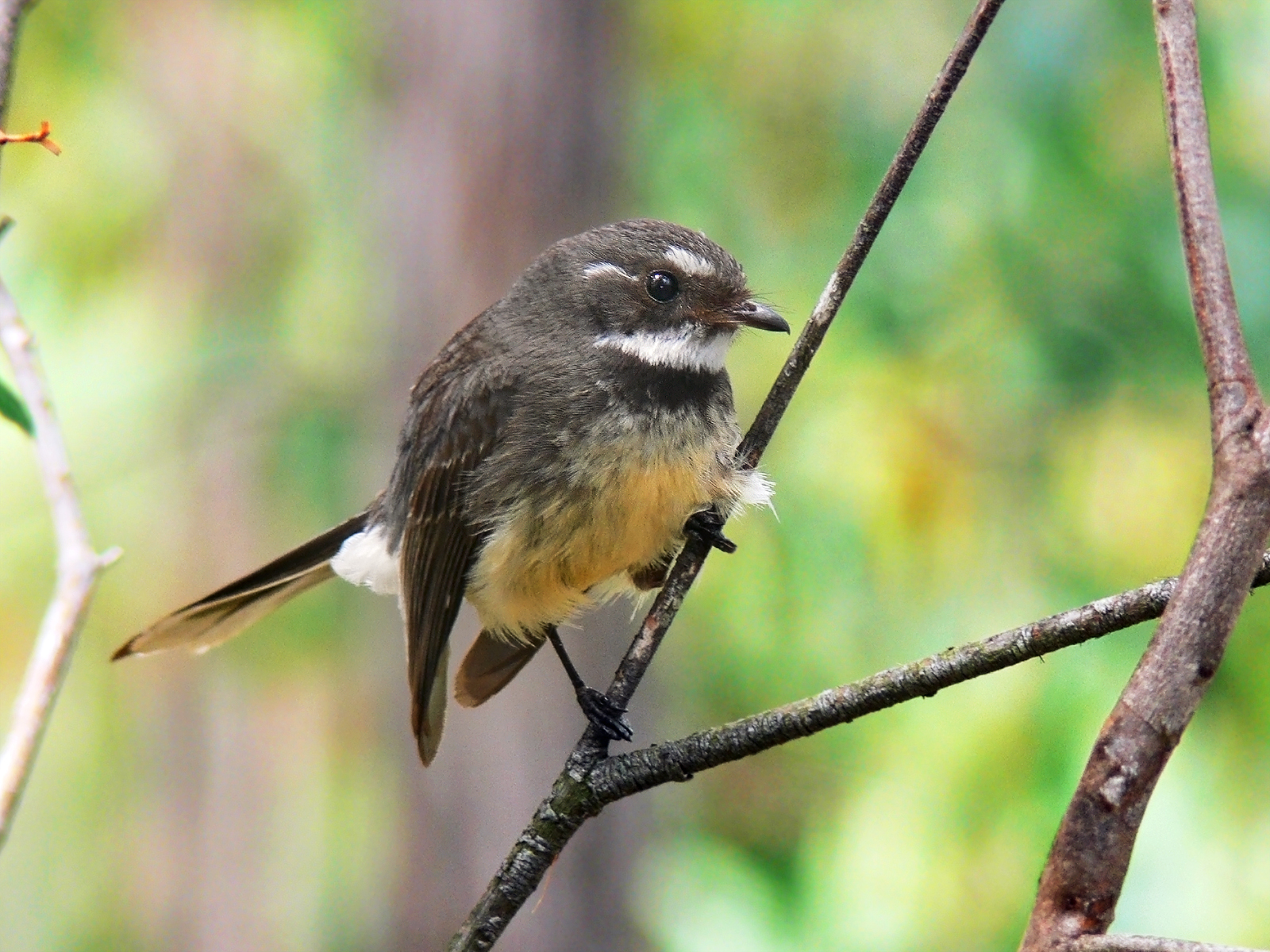
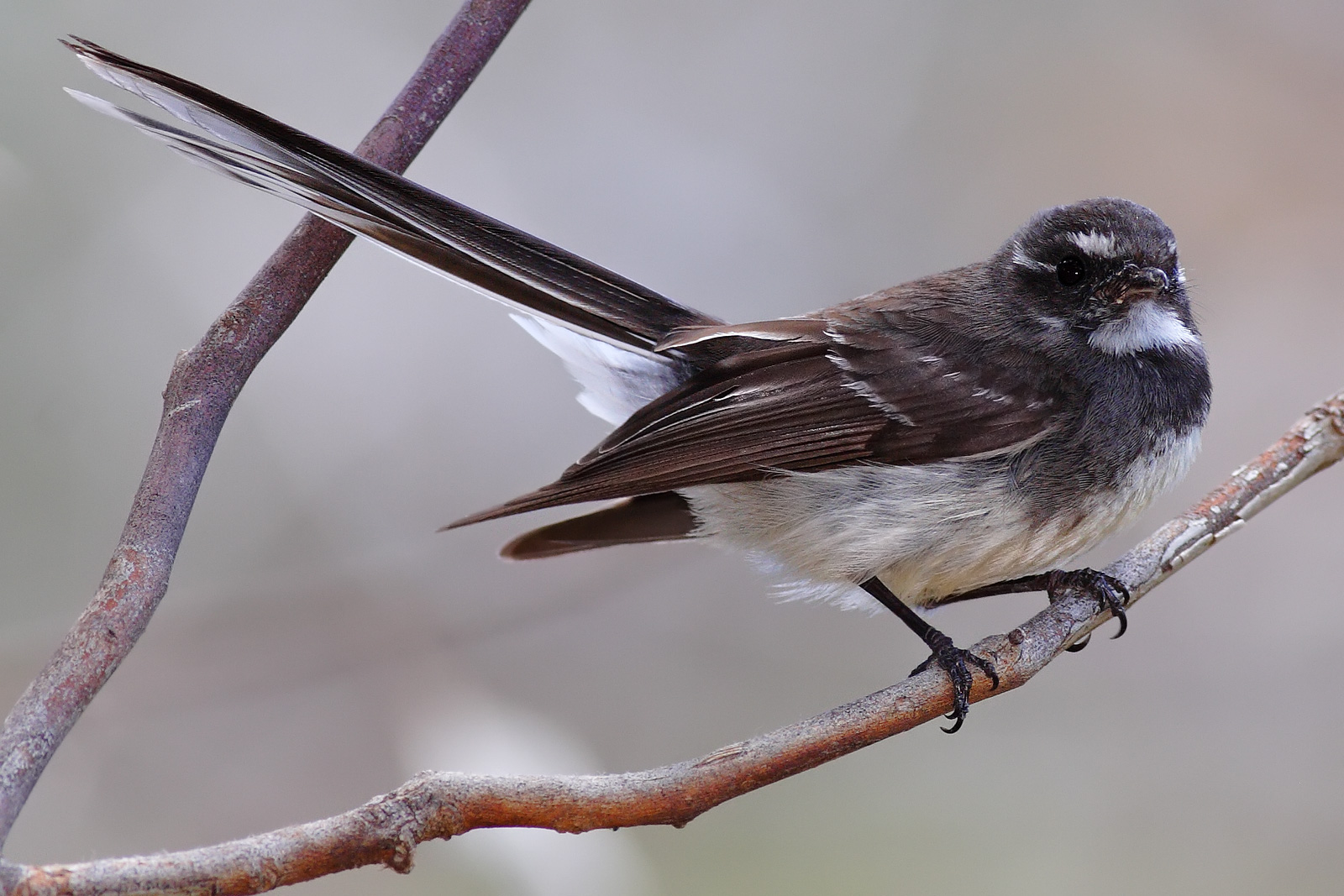
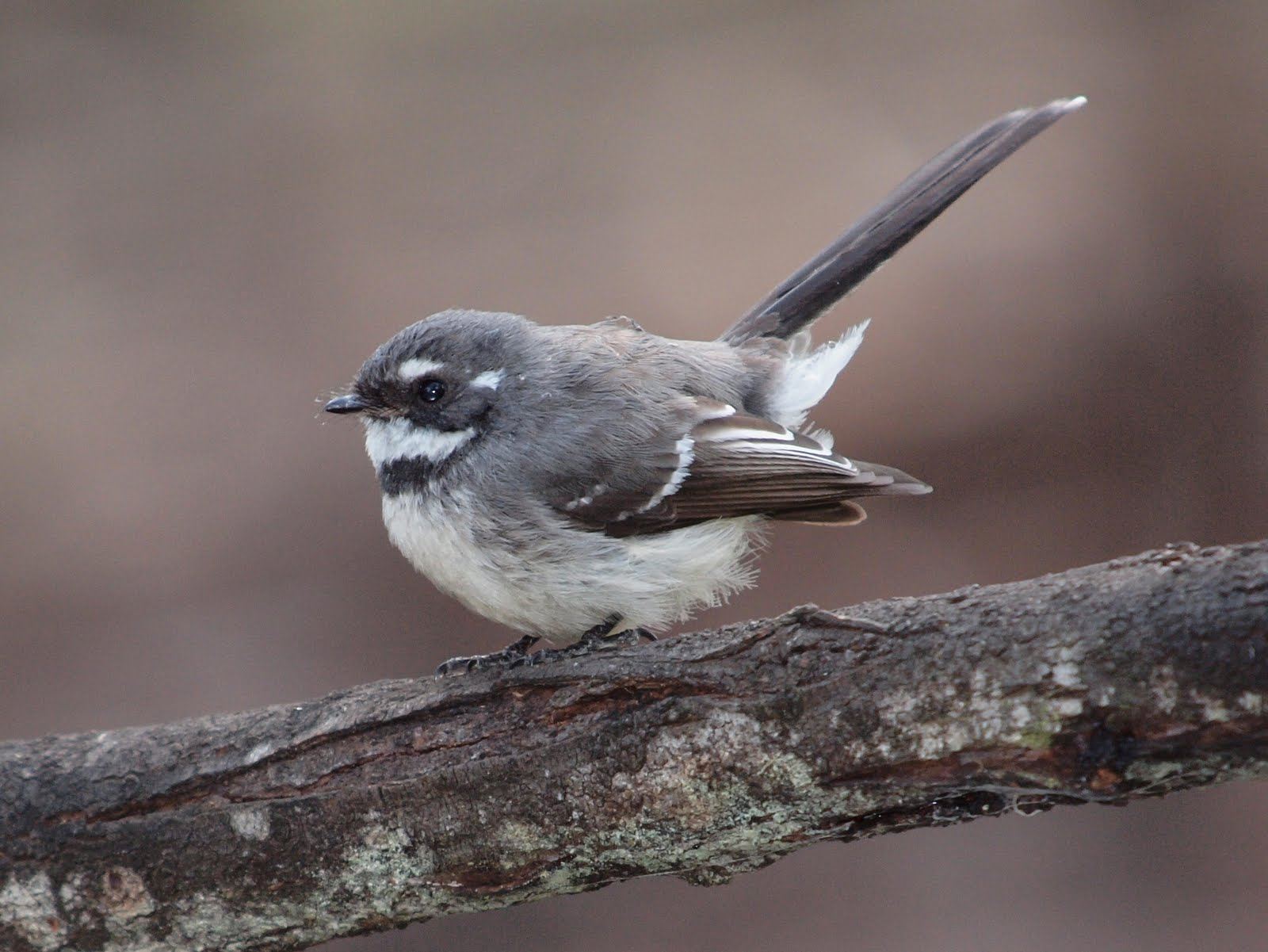